# Botanophila silvatica
Botanophila silvatica este o specie de muște din genul Botanophila, familia Anthomyiidae. A fost descrisă pentru prima dată de Robineau-desvoidy în anul 1830. Conform Catalogue of Life specia Botanophila silvatica nu are subspecii cunoscute.